# 福崎那由他
福崎 那由他（ふくざき なゆた、2001年11月5日 - ）は、日本の俳優である。茨城県出身。アミューズ所属。

## 来歴
小学3年生頃まではキッズモデルをしており、2010年の「BOO FOO WOOフォトコンテスト」でAmuse賞を受賞したことをきっかけにアミューズに所属した。
中学生の頃、様々な舞台を鑑賞していくうちに「”人の心を動かす”役者になりたい!」と思うようになった。
2012年7月26日、テレビ朝日系木曜ミステリー『遺留捜査』第2シリーズの第2話にゲスト出演し、俳優デビュー。
2014年8月23日、映画「もういちど」で、メインキャストとして映画初出演を果たした。
2020年2月10日、連続テレビ小説『スカーレット』でNHK朝ドラ初出演。

## 人物
趣味は、LEGOブロック、読書。特技は、殺陣、スイミング。
憧れの俳優は、佐藤健。
細田佳央太とは高校の同級生であり、ともに20歳になった際LINE LIVE VIEWINGにてバースディーオンラインイベントを開催した。
シャトルランの記録が8だったことがある（腹痛の為離脱）。2024年12月28日に行われた「最初で最後？！TEAM HANDSOME！冬の大運動会」にて、記録を24に更新した。

## 出演

### テレビドラマ
- 遺留捜査 第2シリーズ 第2話（2012年7月26日、テレビ朝日） - 岸田祐介（少年期） 役
- 遅咲きのヒマワリ〜ボクの人生、リニューアル〜 第1話（2012年10月23日、フジテレビ） - 小平丈太郎（幼少期）役
- とんび 第3話・第4話、最終話（2013年1月27日・2月3日、3月14日、TBS） - 市川旭（幼少期11歳）役[5][6]
- 烈車戦隊トッキュウジャー 第10駅「トカッチ、夕焼けに死す」（2014年4月27日、テレビ朝日） - 藤沢弘樹 役[7]
- 素敵な選TAXI スペシャル〜湯けむり連続選択肢〜（2016年4月5日、カンテレ・フジテレビ） - 浅井 役
- 先に生まれただけの僕（2017年10月14日 - 12月16日、日本テレビ） - 田中享 役[8]
- 限界団地 第2話・第4話（2018年6月10日・30日、東海テレビ・フジテレビ） - 寺内誠司（学生時代）役
- マリオ〜AIのゆくえ〜（2018年10月13日、NHK BSプレミアム） - 神崎至 役[9]
- 初めて恋をした日に読む話 第2話・第5話（2019年1月22日・2月12日、TBS） - 山下一真（高校時代）役
- 相棒（テレビ朝日）
  - Season17 第18話・第19話（2019年3月6日・13日） - 坂口淳 役
  - Season23 第1話（2024年10月16日） - 平井久美 役[10]

- 我が家のヒミツ 第4話・最終話（2019年3月24日・31日、NHK BSプレミアム） - 大塚洋介 役
- 時空探偵おゆう 大江戸科学捜査 第1話 - 第4話・第7話・最終話（2019年7月5日 - 26日、8月16日・23日、カンテレ・U-NEXT） - 藤屋久二郎 役
- 死役所 第1話（2019年10月17日、テレビ東京） - 牛尾崇 役[11]
- チート〜詐欺師の皆さん、ご注意ください〜 第6話・最終話（2019年11月8日・12月5日、読売テレビ・日本テレビ） - KAITO 役
- シロでもクロでもない世界で、パンダは笑う。 第5話（2020年2月9日、読売テレビ・日本テレビ） - 中延大地 役
- 連続テレビ小説 スカーレット 第109話 - 第149話（2020年2月10日 - 3月27日、NHK） - 熊谷竜也 役[3]
- 陰陽師（2020年3月29日、テレビ朝日） - 安倍晴明（少年時代）役[12]
- 最高のオバハン 中島ハルコ 第7話・最終話（2021年5月22日・5月29日、フジテレビ） - 三日月潤 役[13]
- invert 城塚翡翠 倒叙集 第3話（2022年12月11日、日本テレビ） - 夏木蒼汰 役[14]
- 特集ドラマ「ガラパゴス」前編（2023年2月6日、NHK BSプレミアム / BS4K） - 有吉宏二郎（高専時代） 役[15]
- 最高の教師 1年後、私は生徒に■された（2023年7月15日 - 9月23日、日本テレビ） - 眉村紘一 役[16][17]
- 大河ドラマ 光る君へ 第34回・第38回・第39回・第44回（2024年9月8日・10月6日・13日・11月17日、NHK） - 藤原道雅 役[18]
- マイダイアリー 第5話（2024年11月24日、朝日放送テレビ・テレビ朝日系） - 増田克弥 役[19]
- 恋愛革命（2025年1月11日 - 3月15日、朝日放送テレビ） - 真山匠 役[20]
- 波うららかに、めおと日和 第8話（2025年6月12日、フジテレビ） - 深見虎次 役[21]

### WEBドラマ
- 代償 第2話 - 第4話（2016年11月18日、Hulu） - 諸田寿人（16年前） 役
- 放課後ソーダ日和 「第6話：ムウ子の恋 -前編-」「第7話：ムウ子の恋 -後編-」「第8話：夏の終わり それぞれの道」（2018年7月30日 - 8月13日、AlphaBoat Stories） - タクロウ 役[22]
- 私の卒業
  - #2「叫び」後編 （2020年2月15日、YouTube / 2020年4月14日、読売テレビ） - 司会 役[23]
  - #3「Beyond the limit!」 前編・後編（2020年2月21日・22日、YouTube / 2020年3月29日、読売テレビ）長谷川駿 役[24][25]
- 僕等の物語（YouTube）
  - 第0弾作品「スカイパークに集合な!」（2020年5月30日） - 清水優也 役
  - 第一弾作品 THE LAST SCENE「彼はやさしさがすぎる」（2020年6月28日）- 平野良太 役
  - 「スカイパークに集合な!2」前編・中編・後編（2020年10月16日・17日・18日） - 清水優也 役
- ラブシェアリング（2022年3月27日 - 6月5日、ひかりTV）早田伴喜 役[26]
- 実話をもとにした家族と保険のストーリー #5「心配性の母ちゃん」（2022年6月17日、YouTube） - 池田和彦 役[27]
- パンドラの果実～科学犯罪捜査ファイル～ Season2 第1話（2022年6月25日、Hulu） - 別所壮太 役[28]
- 茨城縣Short Movie #3 友誼Triangle（2022年10月13日、YouTube） - 岸悠真 役
- ブルーバースデー～最高の誕生日～ 前編・後編（2023年3月29日・31日、dTV） - 上野康一 役[29]
- 対ありでした。 〜お嬢さまは格闘ゲームなんてしない〜 第5話・第7話・最終話（2023年6月16日・30日・7月7日、Lemino / 2024年7月7日・14日、読売テレビ） - 阿弥陀 役[30][31]
- 最高の教師 （スピンオフ）
  - 3年後の僕たちは 第2話（2023年8月2日、TVer・YouTube・Hulu） - 眉村紘一 役[32]
  - 拝啓、大人になる貴方へ 前編・後編（2023年9月23日・30日、Hulu） - 眉村紘一 役[33]
- 相棒（スピンオフ）
  - sideA /sideB（2024年3月20日、TELASA） - 平井久美 役[34]
  - sideX（2024年10月16日、TELASA） - 平井久美 役[35]
- 潜入前兄妹 プリクエル～PREQUEL～ 前編・後編（2024年12月7日・14日、Hulu） - 高梁翔太 役[36]
- ＃初めての友達 第1話・第3話 - 第6話（2025年3月25日・4月1日、TikTok） - 後藤琢也・城之内雅之 役[37]
- トゥルー・ラブ・ストーリー～”究極の愛”と”死”の選択～（2025年7月25日 - 、FOD SHORT） - 七星 役[38]

### 映画
- もういちど（2014年8月23日、マイシアター、ライブビューイング・ジャパン） - 貞吉 役[39][40]
- るろうに剣心 伝説の最期編（2014年9月13日、ワーナー・ブラザース映画） - 心太 役
- 茅ヶ崎物語 〜MY LITTLE HOMETOWN〜（2017年9月16日、ライブ・ビューイング・ジャパン） - 生徒 役
- 光（2017年11月25日、ファントム・フィルム） - 14歳の黒川信之 役
- いぬやしき（2018年4月20日、東宝） - 犬屋敷剛史 役[41]
- 平成仮面ライダー20作記念 仮面ライダー平成ジェネレーションズ FOREVER（2018年12月22日、東映） - 久永アタル[42] / アナザー電王 役
- サムライマラソン（2019年2月22日、ギャガ） - 小次郎 役
- 放課後ソーダ日和-特別版（2019年3月22日、SPOTTED PRODUCTIONS) - タクロウ 役
- 人狼ゲーム デスゲームの運営人（2020年11月13日、AMGエンタテインメント） - 一ノ瀬悠輝 役[43]
- 海辺の金魚（2021年6月25日、東映ビデオ） - 大野貫太 役[44]
- HOMESTAY（2022年2月11日、Amazon Prime Video） - クラスメイト 役
- Amuse Presents SUPER HANDSOME LIVE 2022 “ROCK YOU! ROCK ME!!”（2023年5月19日、ライブ・ビューイング / 松竹）[45]
- アオショー!（2025年9月5日公開予定、ギグリーボックス） - 沢潟育 役[46][47]

### オリジナルドラマ
- 12歳。（『ちゃお』2015年9・12月号付録） - 高尾優斗 役

### ラジオドラマ
- FMシアター「僕の夢はアナウンサー」（2022年2月5日、NHK-FM） - 主演

### 舞台
- 黒執事 地に燃えるリコリス（2014年） - シエル・ファントムハイヴ 役
- 黒執事 地に燃えるリコリス2015（2015年） - シエル・ファントムハイヴ 役[48]
- 青春㎠（2020年7月18日配信上映、アミューズ ）[注釈 1] - ちあき 役
- ミュージカル「October Sky －遠い空の向こうに－」（東京公演：2021年10月6日 - 10月24日、シアターコクーン/大阪公演：2021年11月11日 - 11月14日、森ノ宮ピロティホール） - クエンティン 役　[49][50][51]
- TAAC「GOOD BOYS」（2023年1月18日 - 24日、新宿シアタートップス） - 主演：双子 役[52]
- デカローグ5「ある殺人に関する物語」（2024年5月18日 - 6月2日、新国立劇場） - ヤツェク 役[53]
- ライチ☆光クラブ（2025年1月10日 - 26日、IMM THEATER） - デンタク 役[54]
- TAAC「さえなければ」（2025年3月5日 - 12日、サンモールスタジオ） - 新子凪 役[55][56]

### CM
- ニンテンドーDS 「ポケモン シネアド 2012」、「ポケモン ブラック・ホワイト」（2012年）
- 三菱電機 霧ヶ峰50周年ムービー 「人生に吹く風」、「僕の人生に吹く風」（2017年）WEBムービー[57]
- サントリーコーヒーBOSS（2019年） - サントリーコーヒーBOSS presents ニッポン放送開局65周年特別番組「斉藤和義のオートリバース」番組内ドラマCM[58]
- 大正製薬「ポカリ、おくってあげなきゃ『先輩後輩』」篇（2020年）[59]
- JRグループ ニッポンをつなぐ物語「親父のいる駅」篇（2020年）[60]
- 『三国志 覇道』1.5周年記念TVCM（2022年）[61][62]
- 日本テレビインフォマーシャル「TREND CATCHER 」（2022年 - 不定期放送）
- ペアジュエリーブランド「THE KISS」2022年クリスマスCM[63]
- 株式会社クラレ「きっと明日も、ハレ、クラレ。」シリーズ 第4弾「チームプレー」篇（2023年）[64]
- アミューズメント施設 アピナ ブランディングムービー 『はじめて手を繋いだ日』編（2024年）[65]

### MV
- 清原果耶「スキップ」（2020年9月16日、victor）[66]
- He & She「MY Boo（He said）」（2022年6月15日）[67]
- He & She 「Dear My Boo (She said)」（2022年6月22日）[68]
- SHE'S 「Happy Ending」（2023年5月24日)[69]

### バラエティ番組
- ハンサムゼミ（2021年1月25日 - 12月21日、毎日放送）[70]
- 何ひとつ無駄にしないプロジェクト～テレ東、農家はじめました～（2024年9月16日 - 、テレビ東京）[71]

### CD・DVD

#### CD
- 15th Anniversary SUPER HANDSOME COLLECTION 「JUMP↑」（2019年11月30日、アミューズ)[72]
- SUPER HANDSOME COLLECTION「GET IT BACK！」（2020年12月23日、アミューズ）[73]
- SUPER HANDSOME COLLECTION「HERE WE AHHHHH！」（2023年12月20日、アミューズ）[74]

#### 配信リリース
- ハンサムサンバ（2022年12月14日、Amuse）[75]

#### DVD
- 15th Anniversary SUPER HANDSOME LIVE「JUMP↑with YOU」（2020年7月10日、アミューズ ）[76]
- SUPER HANDSOME LIVE 2021 “OVER THE RAINBOW”（2021年10月20日、アミューズ）[77]
- Amuse Presents SUPER HANDSOME LIVE 2022 “ROCK YOU! ROCK ME!!”（2023年7月28日、アミューズ）[78]
- Amuse Presents SUPER HANDSOME LIVE 2024 “WE AHHHHH！”（2024年10月30日、アミューズ）[79]

#### CD
- STATION IDOL LATCH! 04（2021年12月8日、AMUSE）[80]
- THE FIRST TRAIN ～所作よし！～（2024年1月17日、AMUSE）[81]

#### 配信リリース
- We are 3on☆star（2022年11月16日、LATCH! Project）[82]

### Project
- STATION IDOL LATCH! - 樅野葵（代々木駅）役[83]

### イベント
- 福崎那由他＆細田佳央太 20th BIRTHDAY EVENT（2021年12月11日、LINE LIVE）[84][85]

### WEB
- ザテレビジョン 「【U-22美男子名鑑」（2016年6月19日）インタビュー
- Ray 「”朝ドラ”に出演中の【福崎那由他】ってどんなコ?≪新NEXT BOY第10回≫」（2020年3月15日）インタビュー

### オーディオドラマ
- 清く正しく美しくない恋をしていた（2021年9月10日 - 10月8日、NUMA） - 端暁美（中学生時代） 役[86]
- 恋は腐女子の仰せのままに（2022年6月25日、NUMA） - 坂本すぐる 役[87]

#### STATION IDOL LATCH!
- STATION IDOL LATCH! ボイスドラマ「山手線LATCHお披露目編」（SEASON1） 第28話、第35 - 37話、第40話、第45話（2021年11月4日・2022年2月10日 - 2月17日・2月27日、3月4日、YouTube） - 樅野葵 役[88]
- Voice Drama「俺たちのデビューイベント会議」（2021年12月8日、『STATION IDOL LATCH! 04』収録） - 樅野葵 役[89]
- 「山手線ボイスリレー#4」（2021年12月8日、『STATION IDOL LATCH! 04』初回限定盤 収録） - 樅野葵 役[90]
- STATION IDOL LATCH! ボイスドラマ「ユニット編」（SEASON2） 第1話 - 第3話・第5話 - 第7話・第8話（回想）・第9話・第11話（2022年6月28日 - 7月26日・8月23日 - 11月15日・12月13日、Spotify・YouTube） - 樅野葵 役[91]
- Voice Drama「いつだって全身全霊、魂込めてっから」（2024年1月17日、『THE FIRST TRAIN ～所作よし！～』収録） - 樅野葵 役[92]
- 「トップシークレット」（2024年1月17日、THE FIRST TRAIN3形態同時購入特典ドラマCD） - 樅野葵 役[93]

## 書籍

### 写真集
- BoyAge-ボヤージュ- Extra 福崎那由他（2020年8月4日、KADOKAWA）[94]

### カレンダー
- 福崎那由他 2024 - 2025カレンダー『那由他は元気です。』（2024年3月、AMUSE）[95]
- 福崎那由他 2025 - 2026カレンダー（2025年3月、AMUSE）[96]